# Parafia Wniebowzięcia Najświętszej Maryi Panny w Wąglikowicach
Parafia Wniebowzięcia Najświętszej Maryi Panny w Wąglikowicach – parafia rzymskokatolicka, znajdująca się w diecezji pelplińskiej, w dekanacie Kościerzyna.